# Channa hoaluensis
Channa hoaluensis is een straalvinnige vissensoort uit de familie van de slangenkopvissen (Channidae). De wetenschappelijke naam van de soort is voor het eerst geldig gepubliceerd in 2011 door Nguyen.